# Atherigona aster
Atherigona aster är en tvåvingeart som först beskrevs av Fritz Isidore van Emden 1940.  Atherigona aster ingår i släktet Atherigona och familjen husflugor.
Artens utbredningsområde är Kenya. Inga underarter finns listade i Catalogue of Life.